# Поларност (физика)
Поларност је појам који се користи у физици и хемији, а помоћу којег се означава постојање два пола у једном простору или на једном тијелу.

## Настајање поларности
У ковалентно везаним молекулима због разлика у електронегативности атома долази до раздвајања тежишта позитивног и негативног набоја те таква молекула има два пола. То су поларне или диполне молекуле односно скраћено диполи. Зато се таква веза назива ковалентна веза са дјелимичном јонском природом. Дакле, ако је разлика електронегативности атома у молекули већа, електронски пар је ближе електронегативнијем атому и притом је молекула јаче поларна.

## Диполни моменат молекуле
У приказивању поларности молекуле уз електронегативнији атом који има већу густину електронског облака ставља се знак δ-, а уз мање електронегативан атом који има мању густину електронског облака знак δ+. Електрични диполни момент (μ) је мјера за поларност при чему вриједи:
гдје је e електрични набој, а l удаљеност тежишта позитивног и негативног набоја. Диполни моменат имају само молекуле грађене од разноврсних атома. Али он зависи и од грађе молекуле у простору. Па тако због просторне симетричности тежиште набоја се налази у истој тачки, те такве молекуле такође немају диполни моменат.

## Поларност и физичке особине молекула
Поларност молекуле утиче на физичке особине као што су тачка топљења и тачка кључања. Привлачење између поларнијих молекула је јаче, па је тачка топљења и кључања виша. Добар примјер за ово је посматрање једињења елемената 16. групе периодичног система: . При нормалним условима вода је у течном стању, а остала аналогна једињења у групи су гасови. Узрок ове појаве је појава водоничне везе између молекула воде.